# Nicolás Jarry
Nicolás Jarry (11 oktober 1995) is een tennisspeler uit Chili. Hij heeft één ATP-toernooi gewonnen in het enkelspel en twee in het dubbelspel. Hij heeft ook drie challengers in het enkelspel en vijf in het dubbelspel op zijn naam staan. Hij was van 14 januari tot 15 november 2020 geschorst wegens een positieve dopingtest tijdens de Davis Cup 2019, op ligandrol en stanozolol.

## Palmares
| Legenda                       | Legenda               |
| ----------------------------- | --------------------- |
| Grand Slam                    |                       |
| Olympische Spelen             |                       |
| tot 2009                      | vanaf 2009            |
| Tennis Masters Cup            | ATP Finals            |
| ATP Masters Series            | ATP Tour Masters 1000 |
| ATP International Series Gold | ATP Tour 500          |
| ATP International Series      | ATP Tour 250          |

### Enkelspel
| Nr.                  | Datum            | Toernooi      | Ondergrond | Tegenstander in finale  | Score               | Details |
| -------------------- | ---------------- | ------------- | ---------- | ----------------------- | ------------------- | ------- |
| Gewonnen finales     |                  |               |            |                         |                     |         |
| 1.                   | 21 juli 2019     | ATP Båstad    | Gravel     | Juan Ignacio Londero    | 7-6(7), 6-4         | Details |
| 2.                   | 5 maart 2023     | ATP Santiago  | Gravel     | Tomás Martín Etcheverry | 6–7(5), 7–6(7), 6–2 | Details |
| 3.                   | 27 mei 2023      | ATP Genève    | Gravel     | Grigor Dimitrov         | 7–6(1), 6–1         | Details |
| Verloren finales     |                  |               |            |                         |                     |         |
| 1.                   | 4 maart 2017     | ATP São Paulo | Gravel     | Fabio Fognini           | 6-1, 1-6, 4-6       | Details |
| 2.                   | 25 mei 2019      | ATP Genève    | Gravel     | Alexander Zverev        | 3–6, 6–3, 6–7(8)    | Details |
| Gewonnen challengers |                  |               |            |                         |                     |         |
| 1.                   | 16 juli 2017     | Medellin      | Gravel     | Joao Souza              | 6-1, 3-6, 7-6       |         |
| 2.                   | 3 september 2017 | Quito         | Gravel     | Gerald Melzer           | 6-3, 6-2            |         |
| 3.                   | 18 november 2017 | Santiago      | Gravel     | Marcelo Arévalo         | 6-1, 7-5            |         |

### Dubbelspel
| Nr.                              | Datum            | Toernooi           | Ondergrond | Partner                    | Tegenstanders in finale                | Score               | Details |
| -------------------------------- | ---------------- | ------------------ | ---------- | -------------------------- | -------------------------------------- | ------------------- | ------- |
| Gewonnen finales herendubbel     |                  |                    |            |                            |                                        |                     |         |
| 1.                               | 11 februari 2018 | ATP Quito          | Gravel     | Hans Podlipnik Castillo    | Austin Krajicek Jackson Withrow        | 6-3, 6-4            | Details |
| 6.                               | 24 februari 2019 | ATP Rio de Janeiro | Gravel     | Máximo González            | Thomaz Bellucci Rogério Dutra da Silva | 6-7(3), 6-3, [10-7] | Details |
| Gewonnen challengers herendubbel |                  |                    |            |                            |                                        |                     |         |
| 1.                               | 20 april 2014    | Santiago           | Gravel     | Christian Garín            | Jorge Aguilar Hans Podlipnik Castillo  | walk-over           |         |
| 2.                               | 26 oktober 2014  | Cordoba            | Gravel     | Marcelo Demoliner          | Hugo Dellien Juan Ignacio Londero      | 6-3, 7-5            |         |
| 3.                               | 10 juli 2017     | Cali               | Gravel     | Hans Podlipnik Castillo    | Erik Crepaldi Daniel Dutra da Silva    | 6-1, 7-6(6)         |         |
| 4.                               | 11 maart 2017    | Santiago           | Gravel     | Marcelo Tomas Barrios Vera | Máximo González Andrés Molteni         | 6-4, 6-3            |         |
| 5.                               | 12 augustus 2017 | Floridablanca      | Gravel     | Sergio Galdós              | Sekou Bangoura Evan King               | 6-3, 5-7, [10-1]    |         |

## Resultaten grote toernooien
| Legenda | Legenda                          |
| ------- | -------------------------------- |
| g.t.    | geen toernooi gehouden           |
| l.c.    | lagere categorie                 |
| –       | niet deelgenomen                 |
| G       | uitgeschakeld in de groepsfase   |
| 1R      | uitgeschakeld in de eerste ronde |
| 2R      | uitgeschakeld in de tweede ronde |
| 3R      | uitgeschakeld in de derde ronde  |
| 4R      | uitgeschakeld in de vierde ronde |
| KF      | uitgeschakeld in de kwartfinale  |
| HF      | uitgeschakeld in de halve finale |
| F       | de finale verloren               |
| W       | het toernooi gewonnen            |
| w-v     | winst/verlies-balans             |

### Enkelspel
| grandslamtoernooien  |     |      |      |      |      |      |      |      |
| Australian Open      | –   | –    | 1R   | 1R   | –    | –    | –    | 2R   |
| Roland Garros        | –   | 1R   | 1R   | 1R   | –    | –    | –    | 4R   |
| Wimbledon            | –   | 1R   | 2R   | 1R   | g.t. | –    | –    | 3R   |
| US Open              | –   | –    | 2R   | 1R   | –    | –    | 1R   | 3R   |
| ATP Masters 1000     |     |      |      |      |      |      |      |      |
| Indian Wells         | –   | –    | –    | 2R   | g.t. | –    | –    | –    |
| Miami                | 1R  | –    | 2R   | 1R   | g.t. | –    | –    | –    |
| Monte Carlo          | –   | –    | –    | –    | g.t. | –    | –    | 3R   |
| Madrid               | –   | –    | –    | –    | g.t. | –    | –    | 1R   |
| Rome                 | –   | –    | 1R   | –    | –    | –    | –    | 1R   |
| Montreal/Toronto     | –   | –    | –    | –    | g.t. | –    | –    | 1R   |
| Cincinnati           | –   | –    | –    | –    | –    | –    | –    | 2R   |
| Shanghai             | –   | –    | 3R   | –    | g.t. | g.t. | g.t. |      |
| Parijs               | –   | –    | –    | –    | –    | –    | –    |      |
| olympisch            |     |      |      |      |      |      |      |      |
| Olympische Spelen    | –   | g.t. | g.t. | g.t. | g.t. | –    | g.t. | g.t. |
| statistieken         |     |      |      |      |      |      |      |      |
| totaal aantal titels | 0   | 0    | 0    | 1    | 0    | 0    | 0    | 2    |
| eindejaarsranking    | 330 | 111  | 43   | 77   | -    | 160  | 141  |      |

### Dubbelspel
| grandslamtoernooien  |      |      |      |     |      |      |
| Australian Open      | –    | 3R   | –    | –   | –    | –    |
| Roland Garros        | KF   | –    | –    | –   | –    | 2R   |
| Wimbledon            | 3R   | 1R   | g.t. | –   | –    | –    |
| US Open              | KF   | 1R   | –    | –   | –    | –    |
| olympisch            |      |      |      |     |      |      |
| Olympische Spelen    | g.t. | g.t. | g.t. | –   | g.t. | g.t. |
| statistieken         |      |      |      |     |      |      |
| totaal aantal titels | 1    | 1    | 0    | 0   | 0    | 0    |
| eindejaarsranking    | 50   | 69   | -    | 309 | 321  |      |